# Palcmanská Maša (vodní nádrž)
Palcmanská Maša je slovenské vodní dílo. Jde o největší vodní nádrž na území Slovenského ráje.
Byla vytvořena na horním toku řeky Hnilec, v kotlinovitém rozšíření údolí pod jižními skalnatými srázy Gerav.
Na jejích březích se nachází ubytovací, sportovní a rekreační objekty. Na jezeře se také nacházejí zařízení určená pro rybochovné hospodářství.
Na břehu této vodní nádrže vznikla v roce 1933 sloučením obcí Imrichovce a Štefanovce obec Dedinky.

## Elektrárna
Vodní nádrž je také důležitou součástí slovenského energetického systému. Voda z ní je odváděna na jih tunelem pod Dobšinský kopec do Dobšiné. Plocha vodní nádrže dosahuje přibližně 85 hektarů. Přečerpávací vodní elektrárna Dobšiná se stala první větší přečerpávací vodní elektrárnou na Slovensku. V provozu je již od roku 1953. Po rekonstrukci v roce 2003 se její výkon zvýšil na 2 x 12 MW.

## Zajímavost
Voda je zde převáděna z povodí řeky Hnilec do povodí řeky Slané.